# Legge sulle alture del Golan
La legge sulle alture del Golan (in ebraico: חוק רמת הגולן) è la legge israeliana che applica il governo israeliano per le alture del Golan. È stata ratificata dalla Knesset il 14 dicembre 1981. La legge è stata condannata a livello internazionale e dichiarata nulla dalla risoluzione 497 del Consiglio di sicurezza delle Nazioni Unite.

## La legge
Le tre ampie disposizioni della legge sulle alture del Golan sono le seguenti:
1. "La legge, la giurisdizione e l'amministrazione dello Stato entreranno in vigore nelle alture del Golan, come descritto nell'allegato."
2. "Questa legge comincerà ad avere effetto il giorno della sua accettazione nella Knesset".
3. "Il ministro dell'interno è incaricato dell'attuazione di questa legge ed è autorizzato, in consultazione con il ministro della giustizia, ad emanare regolamenti per la sua attuazione e a formulare regolamenti sulle disposizioni provvisorie riguardanti l'applicazione continua di regolamenti, direttive, direttive amministrative e diritti e doveri che erano in vigore nelle alture del Golan prima dell'accettazione di questa legge. "
Firmata:
- Yitzhak Navon (Presidente)
- Menachem Begin (Primo Ministro)
- Yosef Burg (Ministro degli Interni)

La legge venne approvata dalla Knesset con 63 voti a favore e 21 contrari.